# クリス・エヴァンス
クリストファー・ロバート・エヴァンス（Christopher Robert Evans, 1981年6月13日 - ）は、アメリカ合衆国の俳優。

## 生い立ち
マサチューセッツ州サドベリー出身。父のボブ・エヴァンスは歯科医、母のリサはダンサー。4人兄弟で、姉（カーリー）と俳優の弟（スコット）、妹（シャナ）がいる。イタリア人およびアイルランド人の血を引き、カトリック教徒として育った。

## キャリア
高校在学中にニューヨークのブルックリンで行われたサマーキャンプでエージェントと出会い、高校卒業後にはニューヨークへ移り、いくつかのテレビシリーズにゲスト出演。
2005年公開の映画『ファンタスティック・フォー ［超能力ユニット］』のヒューマン・トーチ役で一躍知名度を上げ、ハリウッド期待の若手俳優となった。
2011年に『キャプテン・アメリカ/ザ・ファースト・アベンジャー』の主人公キャプテン・アメリカを演じた。同作ではひ弱だった主人公が逞しい肉体を持つ超人として生まれ変わるストーリーを再現するため、物語序盤は特殊撮影効果で体を「縮小」されている。

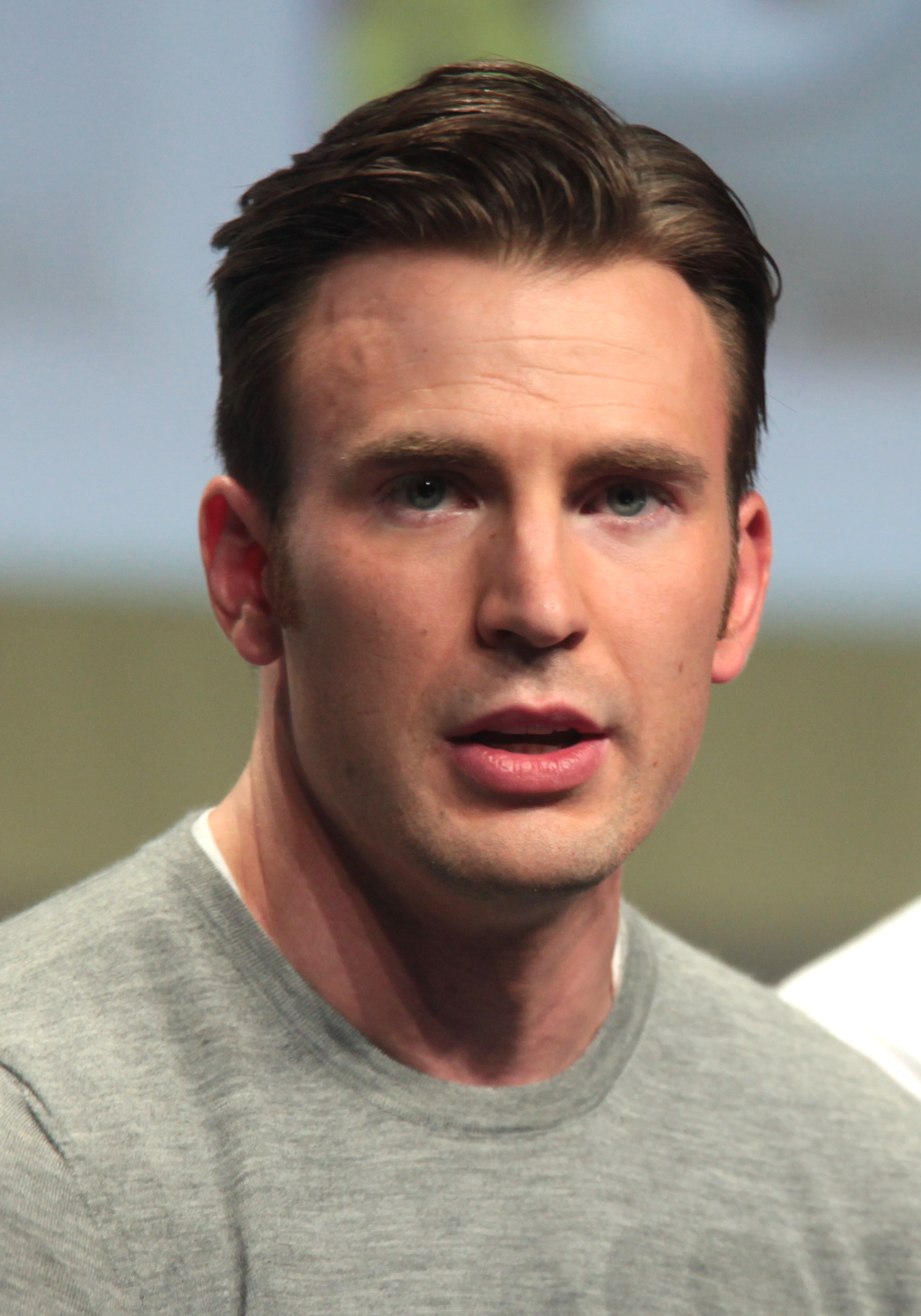
2014年、サンディエゴ・コミコン・インターナショナルでのエヴァンス

マーベル・シネマティック・ユニバース (MCU) において、『キャプテン・アメリカ/ザ・ファースト・アベンジャー』から8年に渡りキャプテン・アメリカを演じ続けていたが、2017年6月10日には『アベンジャーズ/エンドゲーム』（2019年4月26日公開）をもってMCUを引退することを発表し、2018年10月4日には自身のTwitterにて『エンドゲーム』の撮影の終了、共演者やスタッフ、ファンに向けての感謝の言葉を綴った。
2024年に公開された『デッドプール&ウルヴァリン』で17年ぶりにヒューマン・トーチ役を演じた。デッドプール役のライアン・レイノルズから直々にテキストメッセージでオファーを受け、実現した。同作への出演により、ヒューマン・トーチ役とキャプテン・アメリカ役で合わせて11作目のマーベル作品出演となり、「マーベルのスーパーヒーロー役として最も多くの出演」でギネス世界記録に認定された。

## 人物
17歳の頃から東洋思想、特に仏教に傾倒している。
思想としてはリベラルかつフェミニストであり、＃MeTooへの支持や、フェミニスト小説を読むなどもしている。
また、同性婚などLGBTQ+の権利を支持しており、自身が主演を務めたアニメ映画『バズ・ライトイヤー』で描かれた女性同士のキスシーンが同性愛を助長するという批判に対して「あの人たちは大バカ者なんだ」「気弱で、無知で、昔の価値観にしがみつこうとする人たちは、いつだって存在するものです。でも、そういう人たちは、恐竜のように滅びていく。私たちが目指すのは、彼らを意に介さず、前進し、人間らしく成長することを受け入れることだと思います。」と反論した。
民主党支持者であり、2016年の大統領選ではヒラリー・クリントンを支持。トランプ大統領に関する批判を日常的にツイッターに投稿している。上院議員たちの協力のもと、2019年4月に政治的なウェブサイト「A Starting Point」の立ち上げを発表。

## 私生活
2006年、2年ほど交際していたジェシカ・ビールと破局している。
それ以降、ミンカ・ケリー、クリスティーナ・リッチ、エリザベス・オルセンなど、数多くの交際の噂がある。
2015年、『gifted/ギフテッド』を撮影している時に、地元の動物保護施設から雄の子犬を引き取り、ドジャーと名付け一緒に暮らし始めた。
2016年4月から2018年3月まで女優・作家のジェニー・スレイトと交際していた。
2023年9月、ポルトガルの女優アルバ・バチスタと結婚。式はマサチューセッツ州ケープコッドとポルトガルで挙げられた。

## フィルモグラフィ
※役名の太字表記は主演。

### 映画
| 年   | 題名                                                                                 | 役名                                          | 備考                                           | 吹替                                          |
| ---- | ------------------------------------------------------------------------------------ | --------------------------------------------- | ---------------------------------------------- | --------------------------------------------- |
| 2000 | The Newcomers                                                                        | ジャッド                                      |                                                | N/A                                           |
| 2001 | あるあるティーン・ムービー Not Another Teen Movie                                    | ジェイク・ワイラー                            | 不明                                           |                                               |
| 2004 | スカーレット・ヨハンソンの百点満点大作戦 The Perfect Score                           | カイル                                        | 日本劇場未公開                                 | （吹替版なし）                                |
| 2004 | セルラー Cellular                                                                    | ライアン                                      |                                                | 桐本琢也（ソフト版） 竹若拓磨（テレビ朝日版） |
| 2005 | Fierce People                                                                        | ブライス・ラングレー                          | N/A                                            |                                               |
| 2005 | ファンタスティック・フォー ［超能力ユニット］ Fantastic Four                         | ジョニー・ストーム / ヒューマン・トーチ       | 神奈延年（ソフト版） 松風雅也（日本テレビ版）  |                                               |
| 2005 | エクスタシー London                                                                  | シド                                          | 日本劇場未公開                                 | 加瀬康之                                      |
| 2007 | ミュータント・タートルズ -TMNT- TMNT                                                 | ケイシー・ジョーンズ                          | 声の出演                                       | 川島得愛                                      |
| 2007 | サンシャイン 2057 Sunshine                                                           | メイス                                        |                                                | 竹若拓磨                                      |
| 2007 | ファンタスティック・フォー:銀河の危機 Fantastic Four: Rise of the Silver Surfer.     | ジョニー・ストーム / ヒューマン・トーチ       | 神奈延年                                       |                                               |
| 2007 | 私がクマにキレた理由 The Nanny Diaries                                               | ハーバード大学生                              | 加瀬康之                                       |                                               |
| 2007 | Battle for Terra                                                                     | スチュワート・スタントン                      | 声の出演                                       | N/A                                           |
| 2008 | フェイク シティ ある男のルール Street Kings                                          | ポール・ディスカント                          |                                                | 土田大                                        |
| 2008 | The Loss of a Teardrop Diamond                                                       | ジミー                                        | N/A                                            |                                               |
| 2009 | PUSH 光と闇の能力者 Push                                                             | ニック・ガント                                | 加瀬康之                                       |                                               |
| 2010 | ルーザーズ The Losers                                                                | ジェンセン                                    | 別題『無敵特殊部隊 ルーザーズ』 日本劇場未公開 | （吹替版なし）                                |
| 2010 | スコット・ピルグリム VS. 邪悪な元カレ軍団 Scott Pilgrim vs. the World                | ルーカス・リー                                |                                                | 間宮康弘                                      |
| 2011 | パンクチュア 合衆国の陰謀 Puncture                                                   | マイク・ワイス                                | 日本劇場未公開                                 | （吹替版なし）                                |
| 2011 | キャプテン・アメリカ/ザ・ファースト・アベンジャー Captain America: The First Avenger | スティーブ・ロジャース / キャプテン・アメリカ |                                                | 中村悠一                                      |
| 2011 | 運命の元カレ What's Your Number?                                                     | コリン                                        | 日本劇場未公開                                 | 加瀬康之                                      |
| 2012 | アベンジャーズ The Avengers                                                          | スティーブ・ロジャース / キャプテン・アメリカ |                                                | 中村悠一                                      |
| 2012 | THE ICEMAN 氷の処刑人 The Iceman                                                     | ロバート・“ミスター・ソフティ”・プロンジ      | 堀内隼人                                       |                                               |
| 2013 | スノーピアサー Snowpiercer                                                           | カーティス                                    | 土田大                                         |                                               |
| 2013 | マイティ・ソー/ダーク・ワールド Thor: The Dark World                                 | ロキが変装したキャプテン・アメリカ            | カメオ出演（クレジットなし）                   | 中村悠一                                      |
| 2014 | キャプテン・アメリカ/ウィンター・ソルジャー Captain America: The Winter Soldier      | スティーブ・ロジャース / キャプテン・アメリカ |                                                | 中村悠一                                      |
| 2014 | Before We Go                                                                         | ニック・ヴォーン                              | 兼監督・製作                                   | N/A                                           |
| 2014 | 君がくれた恋のシナリオ Playing It Cool                                               | “私”                                          | 日本劇場未公開                                 | （吹替版なし）                                |
| 2015 | アベンジャーズ/エイジ・オブ・ウルトロン Avengers: Age of Ultron                      | スティーブ・ロジャース / キャプテン・アメリカ |                                                | 中村悠一                                      |
| 2015 | アントマン Ant-Man                                                                   | スティーブ・ロジャース / キャプテン・アメリカ | カメオ出演（クレジットなし）                   | 中村悠一                                      |
| 2016 | シビル・ウォー/キャプテン・アメリカ Captain America: Civil War                       | スティーブ・ロジャース / キャプテン・アメリカ |                                                | 中村悠一                                      |
| 2017 | gifted/ギフテッド Gifted                                                             | フランク・アドラー                            | 加瀬康之                                       |                                               |
| 2017 | スパイダーマン:ホームカミング Spider-Man: Homecoming                                 | スティーブ・ロジャース / キャプテン・アメリカ | カメオ出演                                     | 中村悠一                                      |
| 2018 | アベンジャーズ/インフィニティ・ウォー Avengers: Infinity War                         | スティーブ・ロジャース / キャプテン・アメリカ |                                                | 中村悠一                                      |
| 2019 | キャプテン・マーベル Captain Marvel                                                  | スティーブ・ロジャース / キャプテン・アメリカ | カメオ出演（クレジットなし）                   | 中村悠一                                      |
| 2019 | アベンジャーズ/エンドゲーム Avengers: Endgame                                        | スティーブ・ロジャース / キャプテン・アメリカ |                                                | 中村悠一                                      |
| 2019 | ナイブズ・アウト/名探偵と刃の館の秘密 Knives Out                                     | ランサム・ドライズデール                      |                                                | 中村悠一                                      |
| 2021 | フリー・ガイ Free Guy                                                                | 本人役                                        | カメオ出演                                     | 中村悠一                                      |
| 2022 | バズ・ライトイヤー Lightyear                                                         | バズ・ライトイヤー                            | 声の出演                                       | 鈴木亮平                                      |
| 2023 | ゴーステッド Ghosted Ghosted                                                         | コール・ターナー                              | 兼製作                                         | 中村悠一                                      |
| 2024 | デッドプール&ウルヴァリン Deadpool & Wolverine                                       | ジョニー・ストーム / ヒューマン・トーチ       |                                                | 神奈延年                                      |
| 2024 | レッド・ワン Red One                                                                 | ジャック・オマリー                            | 中村悠一                                       |                                               |
| 2025 | Honey Don't!                                                                         | ディーン・デヴリン牧師                        |                                                |                                               |
| 2025 | マテリアリスツ（原題） Materialists                                                  | ジョン                                        |                                                |                                               |
| 2025 | Sacrifice                                                                            | マイク・タイラー                              | ポストプロダクション                           |                                               |

#### テレビ映画
| 年   | 題名     | 役名   |
| ---- | -------- | ------ |
| 2002 | Eastwick | アダム |

#### WEB配信映画
| 年   | 題名                                                    | 役名                 | 配信局  | 備考           | 吹替     |
| ---- | ------------------------------------------------------- | -------------------- | ------- | -------------- | -------- |
| 2019 | 紅海リゾート -奇跡の救出計画- The Red Sea Diving Resort | アリ・レヴィンソン   | Netflix |                | 土田大   |
| 2021 | ドント・ルック・アップ Don't Look Up                    | デヴィン・ピーターズ | Netflix | クレジットなし | 不明     |
| 2022 | グレイマン The Gray Man                                 | ロイド・ハンセン     | Netflix |                | 中村悠一 |
| 2023 | ペイン・ハスラーズ Pain Hustlers                        | ピート・ブレナー     | Netflix | 加瀬康之       |          |

### テレビシリーズ

#### テレビドラマ
| 年   | 題名                                      | 役名                                          | 備考                                                        | 吹替           |
| ---- | ----------------------------------------- | --------------------------------------------- | ----------------------------------------------------------- | -------------- |
| 2000 | オポジット学園 Opposite Sex               | ケイリー                                      | 計8話出演                                                   | 田尻ひろゆき   |
| 2000 | 新・逃亡者 The Fugitive                   | ザック                                        | 第3話「保安官の息子」                                       | 不明           |
| 2001 | ボストン・パブリック Boston Public        | ニール・マヴロメイツ                          | シーズン1第9話                                              | （吹替版なし） |
| 2015 | エージェント・カーター Agent Carter       | スティーブ・ロジャース / キャプテン・アメリカ | シーズン1第1話「キャプテン・アメリカの恋人」 アーカイブ映像 | 中村悠一       |
| 2018 | チェーン・オブ・コマンド Chain of Command | ナレーター                                    | ドキュメンタリーシリーズ                                    | 大羽武士       |

#### WEB配信ドラマ
| 年   | 題名                                 | 役名               | 配信局    | 備考         | 吹替     |
| ---- | ------------------------------------ | ------------------ | --------- | ------------ | -------- |
| 2020 | ジェイコブを守るため Defending Jacob | アンディ・バーバー | Apple TV+ | 兼製作総指揮 | 加瀬康之 |

#### WEB配信アニメ
| 年   | 題名                                                        | 役名           | 配信局  | 備考          | 吹替     |
| ---- | ----------------------------------------------------------- | -------------- | ------- | ------------- | -------- |
| 2023 | スコット・ピルグリム テイクス・オフ Scott Pilgrim Takes Off | ルーカス・リー | Netflix | 計8話声の出演 | 中村悠一 |

## 日本語吹き替え

### 専属声優（フィックス）
中村悠一
『キャプテン・アメリカ/ザ・ファースト・アベンジャー』のスティーブ・ロジャース / キャプテン・アメリカ役で初担当。同役で本作をはじめとするマーベル・シネマティック・ユニバース全作を担当したことがきっかけで、以降は声のみの出演も含め、専属（フィックス）として最も多く吹き替えを務めている。

### その他の担当声優
加瀬康之
『エクスタシー』で初担当。初期の作品から担当しており、中村の次に多く吹き替えている。
このほかにも、神奈延年、土田大、竹若拓磨なども複数回、声を当てている。